# André Léri
André Léri (ur. 1875 w Paryżu, zm. 8 września 1930 w Szwajcarii) – francuski neurolog. Studiował na Uniwersytecie w Paryżu u Mariego i Babińskiego, doktorem medycyny został w 1904 roku.

## Prace
- Spondylose rhizomélique. Handbuch der Neurologie. Volume 2. Berlin, 1911.
- André Léri, Pierre Marie: Die Pagetsche Knochenkrankheit [w:] Handbuch der Neurologie (red. Max Lewandowsky). Vol. 4. Berlin, 1913.
- Commotions et émotions de guerre. Berlin, 1918.
- Etudes sue les affections des os et des articulations. Berlin, 1926.
- Une varieté de rheumatisme chronique: la main en largnette (présentation de pièceses de coupes). Bulletins et memoires de la Société medicale des hôpitaux de Paris, P. Marie, A.Léri: 1913, 36: 104-107.